# Szymon Sajnok
Szymon Wojciech Sajnok (Kartuzy, 24 augustus 1997) is een Pools baan- en wegwielrenner en voormalig veldrijder die anno 2025 rijdt voor GKS Cartusia Kartuzy.

## Carrière
In januari 2014 werd Sajnok, achter Marceli Bogusławski, tweede op het nationale kampioenschap veldrijden voor junioren. In augustus nam hij deel aan de Olympische Jeugdspelen in Nankin. In de cross country behaalde hij de bronzen medaille, achter Jan Rajchart en Brandon Rivera. Een dag later was enkel Mikkel Honoré sneller in de tijdrit. Op het wereldkampioenschap werd hij zeventiende in de tijdrit voor junioren.
In 2015 won Sajnok het nationale kampioenschap veldrijden voor junioren in Bytów. Drie maanden later werd hij vijfde in de junioreneditie van Parijs-Roubaix, op 33 seconden van winnaar Bram Welten. In de Coupe du Président de la Ville de Grudziądz won Sajnok de tweede etappe door in de massasprint de Est Siim Kiskonen en de Pool Alan Banaszek voor te blijven. In de Vredeskoers voor junioren wist hij in vier van de vijf etappes bij de beste tien renners te finishen, wat hem de achttiende plaats in het eindklassement opleverde. In het puntenklassement bleef Brandon McNulty hem vijf punten voor. Nadat hij in juni he nationale kampioenschap tijdrijden voor junioren had gewonnen, nam hij in augustus deel aan de Europese kampioenschappen. In de tijdrit werd hij twintigste, een dag later wist hij in de wegwedstrijd als twaalfde te finishen. In de tijdrit op het wereldkampioenschap was hij twee minuten en twintig seconden langzamer dan Leo Appelt, waarmee hij negentiende werd.
In april 2016 werd Sajnok zevende in de GP Slovakia, die deel uitmaakt van de Visegrad 4 Bicycle Race. In juli nam hij deel aan de baanwedstrijd voor beloften in Pruszków. Samen met Daniel Staniszewski, Michał Rzeźnicki, Alan Banaszek, Mikołaj Sójka en Krzysztof Tomaszewski de ploegenachtervolging, waarna hij een dag later de scratch won. Op het Europese kampioenschap baanwielrennen voor beloften werd Sajnok, achter Thomas Baudat, tweede op het onderdeel omnium. Tijdens de wereldbekermanche in Apeldoorn won hij het omnium, voor Albert Torres en Benjamin Thomas. In december nam hij deel aan de Track Cycling Challenge in Grenchen, waar hij met zijn teamgenoten derde werd in de ploegenachtervolging en zelf de puntenkoers wist te winnen. Tijdens de Troféu Litéro Marques in het Portugese Sangalhos won hij zowel de achtervolging als het omnium.
Tijdens de wereldbeker manche in Los Angeles in 2017 won Sajnok het omnium, voor Campbell Stewart en Park Sang-hoon. Zijn wegseizoen startte hij in Griekenland, waar hij deelnam aan de Grote Prijs en de Ronde van Rhodos. In juni won hij de zevenhonderd meter lange proloog van de Ronde van Kumano, waar Kaden Groves twee honderdsten langzamer was. De leiderstrui die hij daaraan overhield raakte hij een dag later kwijt aan Shotaro Iribe. Op het nationale kampioenschap tijdrijden voor beloften was enkel Piotr Brożyna sneller.
In 2018 maakte Sajnok de overstap naar CCC Sprandi Polkowice dat in 2019 overging in CCC Team.

## Baanwielrennen

### Palmares
| Jaar     | NK                             | EK       | WK       | Overig                                                                      |
| Beloften | Beloften                       | Beloften | Beloften | Beloften                                                                    |
| -------- | ------------------------------ | -------- | -------- | --------------------------------------------------------------------------- |
| 2016     |                                | Omnium   |          | Pruszków: Ploegenachtervolging, Scratch                                     |
| Elite    |                                |          |          |                                                                             |
| 2016     |                                |          |          | WB Apeldoorn: Omnium Grenchen: Puntenkoers Sangalhos: Achtervolging, Omnium |
| 2017     | Omnium · Puntenkoers · Scratch |          |          | WB Los Angeles: Omnium WB Eindklassement: Omnium                            |

## Veldrijden

### Palmares
| Seizoen   | Wereldbeker | WK       | EK       | NK       | Overige  | Totaal aantal zeges |
| Junioren  | Junioren    | Junioren | Junioren | Junioren | Junioren | Junioren            |
| --------- | ----------- | -------- | -------- | -------- | -------- | ------------------- |
| 2013-2014 |             |          |          | Zilver   |          | 0                   |
| 2014-2015 |             |          | 31e      | Goud     |          | 1                   |
| Beloften  |             |          |          |          |          |                     |
| 2015-2016 |             |          |          | 5e       |          | 0                   |
| Elite     |             |          |          |          |          |                     |
| 2015-2016 |             |          |          | 10e      |          | 0                   |

## Wegwielrennen

### Overwinningen
2015
2e etappe Coupe du Président de la Ville de Grudziądz
 Pools kampioen tijdrijden, Junioren
2017
Proloog Ronde van Kumano
2018
Puntenklassement Szlakiem Walk Majora Hubala
Proloog, 1e en 2e etappe Ronde van Mazovië
Eind- en jogerenklassement Ronde van Mazovië

### Resultaten in voornaamste wedstrijden
| Jaar | Ronde van Italië | Ronde van Frankrijk | Ronde van Spanje |
| ---- | ---------------- | ------------------- | ---------------- |
| 2019 |                  |                     | 142e             |
| 2020 |                  |                     |                  |
| 2021 |                  |                     |                  |
| 2022 |                  |                     |                  |
| 2023 |                  |                     |                  |
| 2024 |                  |                     |                  |

| Jaar | Milaan-San Remo | Gent-Wevelgem | Ronde van Vlaanderen | Parijs-Roubaix | Amstel Gold Race | Parijs-Tours |
| ---- | --------------- | ------------- | -------------------- | -------------- | ---------------- | ------------ |
| 2019 |                 | opgave        |                      |                |                  |              |
| 2020 |                 |               |                      |                |                  |              |
| 2021 |                 |               |                      | 84e            |                  | 109e         |
| 2022 | 129e            |               | 93e                  | 107e           | opgave           |              |
| 2023 |                 |               |                      |                |                  | 109e         |
| 2024 |                 | 92e           | opgave               |                |                  |              |

## Ploegen
- 2017 –  Attaque Team Gusto
- 2018 –  CCC Sprandi Polkowice
- 2019 –  CCC Team
- 2020 –  CCC Team
- 2021 –  Cofidis
- 2022 –  Cofidis
- 2023 –  Q36.5 Pro Cycling Team
- 2024 –  Q36.5 Pro Cycling Team
- 2025 –  GKS Cartusia Kartuzy

Donohoe · Guy · Hill · Huang · Kalma · Kerkez · Kranjec · Lavrič · Lu · Paulič · Sajnok · Vogt
Antunes · Banaszek · Bernas · Brożyna · Cieślik · Franczak · Gradek · Koch · Kump · Kurek · Małecki · Owsian · Paluta · Pluciński · Sajnok · Schlegel · Sisr · Stosz · Taciak · Tratnik
Antunes · Barta · Bernas · Bevin · Černý · ten Dam · De Marchi · Geschke · Gradek · Koch · Mareczko · Owsian · de la Parte · Pauwels · Rosskopf · Sajnok · Schär · Van Avermaet  · Van Hoecke · Van Hooydonck · Van Keirsbulck · Ventoso · Wiśniowski · Zoidl
Barta · Bevin · Černý · De la Parte · De Marchi · Geschke · Gradek · Hirt · Koch · Kotsjetkov · Mareczko · Masnada · Małecki · Paluta · Pauwels · Rosskopf · Sajnok · Schär · Trentin · Valter · Van Avermaet  · Van Hoecke · Van Hooydonck · Van Keirsbulck · Ventoso · Wiśniowski · Zakarin · Zimmermann
Allegaert · Barceló · Berhane · Bohli · Carvalho · Champion · Consonni · Drucker · Edet · Fernández · Finé · Geschke · Haas · Jesús Herrada · José Herrada · Lafay · Laporte · Martin · Morin · Perez · Périchon · Rochas · Sabatini · Sajnok · Vanbilsen · A. Viviani · E. Viviani · Wallays · Toumire (stagiair) · Zingle (stagiair) · Lebreton (stagiair)
Allegaert · Armée · Bidard · Bohli · Carvalho · Champion · Cimolai · Consonni · Coquard · Delettre · Fernández · Finé · Geschke · Jesús Herrada · José Herrada · Izagirre · Kreder · Lafay · Martin · Perez · Périchon · Renard · Rochas · Sajnok · Thomas · Toumire · Vanbilsen · Villella · Wallays · Walscheid · Zingle · Kolze Changizi (stagiair) · Lecamus-Lambert (stagiair) · Wood (stagiair)
Abreha · Badilatti · Bauer · Brambilla · Calzoni · Camprubi · Christen · Colombo · Conca · Davis · Devriendt · Donovan · Fedeli · Hagen · Howson · Ludvigsson · Małecki · Monk · Moschetti · Parisini · Puppio · Rosskopf · Sajnok · Zukowsky · Novák (stagiair)
Abreha · Azparren · Badilatti · Brambilla · Calzoni · Camprubi · Christen · Colombo (vanaf 1/8) · Conca · de la Cruz · Devriendt · Donovan · Fancellu · Frison · Hagen · Howson · Ludvigsson · Małecki · Monk · Moschetti · Nizzolo · Parisini · Rosskopf · Sajnok · Steimle · Townsend · Whelan · Zukowsky · Krijnsen (stagiair) · Sommer (stagiair)